# Parafia Matki Bożej Zwycięskiej w Chatham
Parafia Matki Bożej Zwycięskiej w Chatham (ang. Our Lady of Victory Parish) – parafia rzymskokatolicka położona w Chatham, w prowincji Ontario w Kanadzie.
Jest ona parafią wieloetniczną w diecezji London, z mszą św. w j. polskim dla polskich imigrantów.
Ustanowiona w 1957 roku. Parafia została dedykowana Matce Bożej Zwycięskiej.

## Duszpasterze
- Ks. Wawrzyniec Wnuk (1957-1961)
- Ks. Jan Achtabowski (1961-1963)
- Ks. Piotr Sanczenko (1963-1973)
- Ks. Mieczyslaw Kaminski (1973-1983)
- Ks. Eugeniusz Bugala (1983-1991)
- Ks. Ryszard Philiposki (1991-1993)
- Ks. Adam Barcz (1993-1997)
- Ks. Stanislaw Rakiej (1997-2001)
- Ks. Stanislaw Michalek (2001-2004)
- Ks. Stanislaw Kuczaik  (2004-obecnie)

## Nabożeństwa w j. polskim
- Niedziela – 11:00